# 우흐스트헤이스트

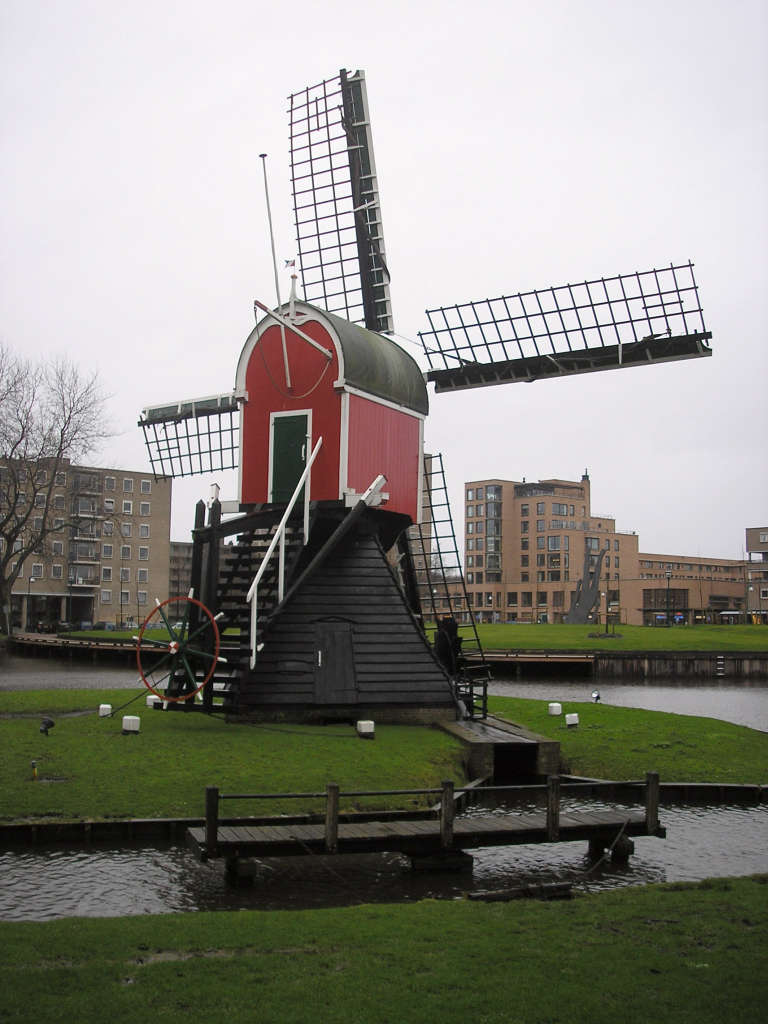
우흐스트헤이스트의 풍차

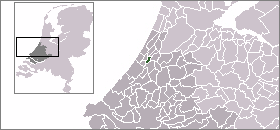
우흐스트헤이스트의 위치

우흐스트헤이스트(네덜란드어: Oegstgeest)는 네덜란드 자위트홀란트주의 도시로 면적은 7.97km2, 높이는 0m, 인구는 22,903명(2014년 5월 기준), 인구 밀도는 3,137명/km2이다.

시기
시 문장